# Rusko-turška vojna (1768–1774)
Rusko-turška vojna 1768–1774 je bila velik oboroženi spopad, v katerem je Rusko carstvo v veliki meri premagalo Osmansko cesarstvo. Z rusko zmago so Kabardija, del Moldavije, Jedisan med rekama Bug in Dneper  ter popotok Krim prišli  v rusko vplivno območje. Rusko carstvo je v vojni osvojilo obsežno ozemlje, vključno z večino Pontsko-kaspijske stepe, vendar manj kot bi sicer lahko pričakovali. Vzrok za to je bila zakulisna evropska diplomacija, ki je želela ohraniti ravnovesje moči  in se izogniti neposredni ruski hegemoniji nad vzhodno Evropo.
Rusija je kljub temu izkoristila svojo prednost in slabosti Osmanskega cesarstva, konec sedemletne vojne  in umik Francije iz poljskih notranjih zadev, da bi se uveljavila kot ena od glavnih vojaških sil evropske celine. Vojna je okrepila položaj Ruskega carstva in omogočila, da razširi svoje ozemlje in ohrani hegemonijo nad poljsko-litovsko Republiko obeh narodov, kar je sčasoma privedlo do prve delitve Poljske. Vojna je za Osmansko cesarstvo pomenila tudi diplomatski poraz, ker v njem niso več videli neposredne grožnje Evropi. Razen tega je izgubilo izključni nadzor nad svojim pravoslavnim prebivalstvo. Ruska zmaga je pomenila tudi začetek evropskih sporov za vzhodno Evropo, ki so se nadaljevali do razpada Osmanskega cesarstva po prvi svetovni vojni. 

## Ozadje

### Ruska vojna s Poljsko
Vojna je sledila notranjim napetostim na Poljskem, ki so posredno vplivale na  varnost Osmanskega cesarstva in njegovega zaveznika Krimskega kanata. Resnična sila, ki je stala za poljskim prestolom, sta bila ruski veleposlanik Nikolaj Repnin in ruska vojska s kraljem Stanislavom  Avgustom Poniatowskim, ki je bil na ta položaj imenovan zaradi starih zvez in kot  nekdanji izbranec ruske carice Katarine II. Repnin je leta 1768 izsilil sporazum o Večnem miru  med Poljsko in Rusijo, ki je bil  za Poljsko geopolitično neugoden, spodbijal politično premoč poljske katoliške cerkve, preprečil reformo veta liberuma in dovolil rusko okupacijo Varšave. 
Nemiri so prerasli v masoven upor Barske konfederacije, zveze plemstva, katoliške cerkve in kmečkih upornikov. Konfederacija je bila ustanovljena 29. februarja  1768 v utrjenem mestu Bar v Ukrajini blizu poljsko-osmanske meje. Vodil jo je poljski plemič Kazimir Pulaski. Ruska vojska je bila mnogo številčnejša od vojske konfederacije in večkrat zmagala v neposrednih bitkah v Podolju. Bande upornikov v celi Ukrajini in na jugu Poljske so začele manjšo gverilsko vojno. 20. junija 1768 je ruska vojska zavzela utrdbo Bar. Del preživelih konfederatov je pobegnil preko turške meje, ruske enote, ki so jih zasledovale, pa so se začele spopadati z janičarji iz obmejnih garnizij.  Upori so Katarini II. onemogočili obdržati nadzor nad Poljsko.

### Stanje v Osmanskem cesarstvu
V Osmanskem cesarstvu so se širili upori. Številne plemiške frakcije so se uprle sultanu Mustafi III. in se poskušale osamosvojiti. Cesarstvo se je soočalo tudi z oživitvijo teženj po enoviti Perziji, ki so se začele z upori proti Osmanom v Iraku.
Po izbruhu vojne z Rusijo se je zdelo, da imajo Osmani premoč, ker  je Rusija trpela zaradi finančne stiske zaradi vpletenosti v sedemletno vojno. Osmanska mornarica je izkoristila podrejenost Ruske imperialne mornarice,  čeprav je Rusija poskušala odpraviti njene pomanjkljivosti z zaposlitvijo britanskih častnikov. Osmansko cesarstvo je dominiralo na Črnem morju, predvsem zaradi  krajših oskrbovalnih poti. Osmani so za boj proti Rusom lahko izkoristili tudi enote svojega vazalnega Krimskega kanata, vendar je njihovo učinkovitost spodkopavala nenehna ruska destabilizacija območja. V letih pred vojno je Osmansko cesarstvo uživalo najdaljše obdobje miru z Evropo v svoji zgodovini (1739–1768). V tem času se je kljub temu stalno soočalo z notranjimi razprtijami, upori in korupcijo in ponovnimi težnjami po enotni Perziji pod Nader Šahom. Najpomembnejša prednost Osmanskega cesarstva je bila njegova kopenska vojska, ki je bila trikrat večja od ruske, vendar se je novi veliki vezir Mehmed Emin Paša izkazal za njenega nekompetentnega poveljnika. Ruska vojska se je zbrala na poljski meji z Osmanskim cesarstvom, kar je otežilo napad osmanske vojske na rusko ozemlje.

## Ruski napad
Kozaki, nezadovoljni, ker so poljskim sovražnikom dovolili beg čez osmansko mejo, so jim sledili. Ko je sultan Mustafa III. izvedel, da so ruski kozaški plačanci masakrirali mesto Balta, je Rusija obtožbe na svoj račun zanikala, čeprav je vedela, da so kozaki "zagotovo podrli do Balta in pobili kogar koli so našli".
Poljski konfederati in francosko veleposlaništvo skupaj s številnimi predvojnimi svetovalci so pritisnili na sultana, da je  6. oktobra aretiral Alekseja Mihajloviča Obreškova in celotno osebje ruskega veleposlaništva, kar je pomenilo vojno napoved Rusiji.
Velika Britanija je bila pred ruskimi zmagami zaradi svojih trgovinskih interesov zvest zaveznik Rusije. Potrebovala je predvsem železo, da bi spodbudila svojo industrijsko revolucijo, in druge dobrine, predvsem tkanino za jadra, konopljo in les. Ko se je vojna sreča prevesila na rusko stran, se je podpora Britanije zmanjšala, ker je v Rusiji videla bolj konkurenta v trgovanju z Daljnim Vzhodom kot protiutež francoski mornarici na Sredozemlju.  Rusija je imela ob podpori britanskega ladjevja  superioren položaj na Črnem morju,  po njegovem umiku pa ni mogla narediti nič drugega kot omejiti lastne oskrbovalne linije in motiti turško trgovanje na tem območju.
17. septembra 1769 so Rusi začeli svoj prvi pohod čez Dnester v Moldavijo. Elitni osmanski janičarji so v Hotinu Rusom povzročili velike žrtve, napada pa jim ni uspelo zadržati. Ostanki osmanske vojske so panično zapustili bojišče. Rusi so 7. oktobra zavzeli glavno mesto Moldavije Iași in nadaljevali pohod na jug proti Vlaški in 17. novembra zasedli njeno glavno mesto Bukarešto. V nadaljevanju pohoda so 1. septembra v Kagulu naleteli na vojsko velikega vezirja Mehmeda Emina Paše in jo uničili. Tretjina vezirjevih vojakov je na begu domnevno utonila v Donavi.
Leta 1769 je krimski kan Kirim Geraj napadel Novo Rusijo v sedanji Ukrajini. Krimski Tatari in Nogajci so opustošili Novo Srbijo in odpeljali veliko ujetnikov.

## Kavkaška fronta
Rusija je nekaj svojih vojakov razporedila severno od Kavkaza. Leta 1769 je poslala Gottlieba Heinricha Totlebena na jug v Gruzijo in oblegala Poti ob črnomorski obali. Pohod je bil napačno voden in ruske čete so se  spomladi 1772 umaknile. Na tem pohodu so Rusi prvič prodrli preko Kavkaza. V stepah severno od Kavkaza se je kasneje znani Matvej Platov z 2000 možmi boril s 25000 Turki in Krimskimi Tatari. Kozaška vas Naur se je branila pred 8000 Turki in drugimi plemeni.

### Ruska sredozemska ekspedicija
Ruska flota pod poveljstvom grofa Alekseja Grigorjeviča Orlova je prvič v zgodovini odplula na Sredozemsko morje. Priplula je z Baltskega morja z namenom, da bi prisilila osmansko ladjevje, da izpluje iz Črnega morja. Orlovov prihod  je v Grčiji sprožil upor proti osmanskim oblastem, ki je bil po odhodu Rusov leta 1771 zatrt. 
Tik pred mestom Češme se je 24. junija 1770 dvanajst ruskih ladij spopadlo z dvaindvajset turškimi ladjami in jih s pomočjo požarnih ladij uničilo. Poraz pri Češmeju je Osmane demoraliziral in okrepil rusko moralo. Katarina II. je to in druge zmage nad Turki izkoristila za utrditev svojega vladarskega položaja in naročila izdelavo medalj v počastitev ruske zmage. Rusi kljub svojim pomorskim uspehom niso mogli osvojiti Konstantinopla zaradi osmanskih utrdb in evropskega strahu, da bi zmaga porušila ravnotežje moči.
Leta 1771 se je egiptovski mameluški uzurpator Ali Beg al-Kabir povezal z Zahirjem al-Umarjem, avtonomnim šejkom Akre, proti osmanski nadvladi. Egiptovski general Abu al-Dhahab se je odpravil na pohod na Damask, vendar ga  osmanski guverner Utman Paša al-Kurdži prepričal, naj se vrne k svojemu nekdanjemu vladarju. Abu al-Dhahab je nato krenil na Egipt in prisilil Ali Bega, da je pobegnil v Zahir. Grof Orlov je s Katarinino odobritvijo posegel v dogajanje  in vzpostavil prijateljske odnose z obema protiosmanskima upornikoma. Ruska flota jima je nudila ključno pomoč v bitki pri Sidonu  in obstreljevala in zasedla Bejrut. Rusi so Bejrutu predali protiosmanskemu emirju Libanona Jusufu Šihabu, vendar šele potem, ko je  plačal veliko odkupnino.
Rusko ladjevje je zaradi spora med Jusufom Šihabom in novim guvernerjem Bejruta Ahmedom al-Džaazzarjem leta 1773 ponovno posredovala. Rusi so ponovno zasedli Bejrut in prisilili Jusufa, da plačal odkupnino.

## Posredovanje in sklenitev premirja
Prusija, Avstrija in Velika Britanija so ponudile posredovanje v sporu med Rusijo in Osmanskim cesarstvom, da bi zaustavile širitev ruskega imperija. Avstriji je uspelo položaj obrniti v svojo korist, saj je s s sporazumom 6. julija 1771 od Osmanov pridobila ozemeljske koncesije. Avstrijci so okrepili svojo prisotnost  na meji z Moldavijo in Vlaško, povečali finančne subvencije obubožanemu Osmanskemu cesarstvu in mu s tem  nudili neupravičeno podporo proti Rusiji. Katarina II., previdna zaradi bližine avstrijske vojske in v strahu pred vsesplošno evropsko vojno, je sprejela izgubo Poljske in se strinjala z načrtom Friderika II. Pruskega o delitvi Poljske. Na skrivaj se je strinjala tudi s tem, da bo osvojene romunske kneževine vrnila Osmanom in s tem odstranila strah Avstrije pred močno rusko balkansko sosedo. 8. aprila 1772 je Kaunitz, avstrijski ekvivalent zunanjega ministra, obvestil Porto, da Avstrija pogodbe iz leta 1771 ne šteje več za zavezujočo.
Premirje med Rusijo in Osmanskim cesarstvom se je začelo 30. maja 1772. Prava pogajanja so se začela šele 8. avgusta, vendar so se zaradi nesoglesij glede Krima skoraj takoj prekinila. Premirje se je kljub temu podaljšalo do 20. marca 1773.
Obe sprti strani sta imeli tehtne razloge za nadaljevanje pogajanj, predvsem zato, ker se nista želeli vojskovati na dveh frontah. Osmansko cesarstvo se je soočalo z upori v Egiptu in Siriji, Rusi pa oživitvijo centralizirane Švedske, ki je doživela državni udar kralja Gustava III.

## Zadnja ruska ofenziva
20. junija  1774 je ruska vojska pod poveljstvom Aleksandra Suvorova uspela pri Kozludži uničiti osmansko vojsko.  Rusija je izkoristila svojo zmago kot  prisilo, da je Osmansko cesarstvo pristalo na ruske mirovne pogoje.

## Mirovni sporazum
21. julija 1774 je bilo Osmansko cesarstvo prisiljeno podpisati Kučukkajnarški mirovni sporazum, ki je določal:
- Krimski kanat se je formalno osamosvojil od obeh sil, v resnici pa je postal odvisen od Rusije in je bil leta 1782 po krvavih spopadih med krščanskim in tatarskim prebivalstvom priključen k Ruskemu carstvu.
- Rusija je dobila vojno odškodnino v višini 4,5 milijona rubljev.[26]
- Osmansko cesarstvo je Rusiji prepustilo ključni črnomorski pristanišči Kerč in Azov in dovolila ruskim trgovskim ladjam neoviran dostop v Črno morje.
- Rusija je dobila ozemlje med rekama Dneper in južnim Bug.
- Porta je odstopila od svojih zahtev po Kabardi na severnem Kavkazu.
- Rusija je dobila uradni položaj varuha pravoslavnega prabivalstva v Osmanskem cesarstvu, kar je odprlo vrata kasnejšim širjenjem Ruskega carstva.

Osmansko cesarstvo je moralo severozahodni del Moldavije (pozneje Bukovina) prepustiti Habsburškemu cesarstvu.
Rusija je hitro izkoristila Kučukkajnarški mirovni sporazum za izgovor, da je začela novo vojno in zavzela še več ozemlja Osmanskega cesarstva.
Rusko-turška vojna 1768-1774 je bila samo majhen del neprekinjenega procesa širjenja Ruskega cesarstva proti jugu in vzhodu v 18. in 19. stoletju.

## Bitke
- bitka za Bukarešto (1770)
- bitka pri Česmi (1770)
- bitka pri Hirsovi (1772)